# Khatia Buniatishvili
Khatia Buniatishvili (Batoemi, 21 juni 1987) is een in Georgië geboren Franse pianiste met joodse roots.
Op driejarige leeftijd begon ze piano te spelen en haar eerste concert gaf ze met het orkest van Tbilisi, toen ze zes was. Ze studeerde aan het Staatsconservatorium van Tbilisi. Sedert 2011 woont ze in Parijs; de Franse nationaliteit verkreeg ze in 2017. Khatia spreekt Georgisch, Russisch, Frans, Duits en Engels.
In Frankrijk en Zwitserland treedt ze vaak op, maar ook in Duitsland, Oostenrijk, de Verenigde Staten en Israël. Ze heeft een reeks internationale muziekprijzen ontvangen. Buniatishvili heeft tijdens haar jeugdjaren les gekregen van de bekende Franse pedagoog Michel Sogny, van wie ze masterclasses kreeg in Zwitserland. 

## Referenties

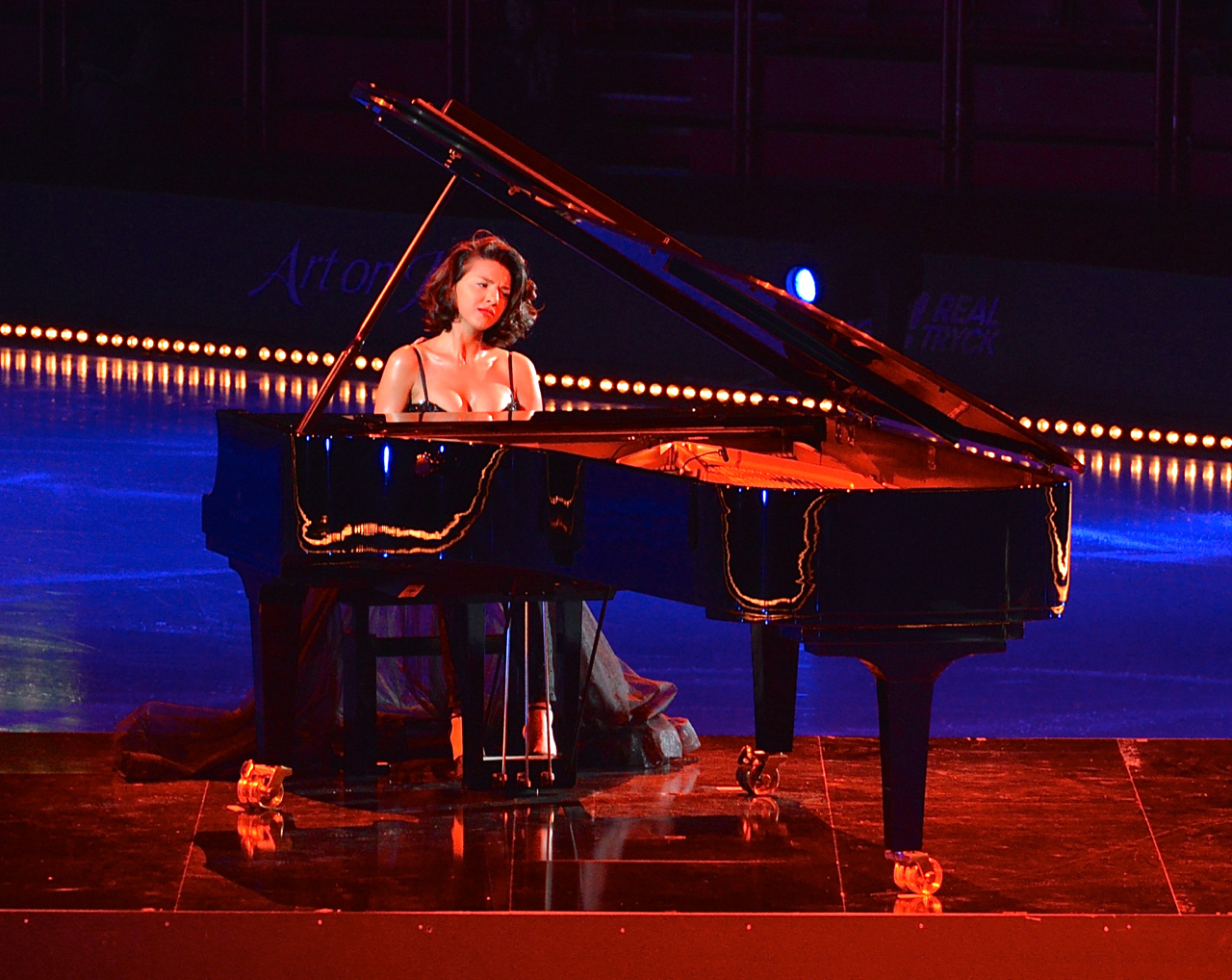
Khatia Buniatishvili in 2014